# Merganettini
Merganettini – plemię ptaków z podrodziny kaczek (Anatinae) w obrębie rodziny kaczkowatych (Anatidae).

## Rozmieszczenie geograficzne
Plemię obejmuje ptaki występujące w Ameryce Południowej.

## Podział systematyczny
Do plemienia należą następujące rodzaje:
- Callonetta Delacour, 1936 – jedynym przedstawicielem jest Callonetta leucophrys (Vieillot, 1816) – cudokaczka
- Merganetta Gould, 1842 – jedynym przedstawicielem jest Merganetta armata Gould, 1842 – zbrojówka